# マリオ・ルチアーノ
マリオ・ルチアーノ（Mario Luciano、1964年 - ）は、料理人。茅場町　イタリアン料理店ウ・パドリーノ店長
ノンフィクション作家、コラムニスト、ライセンス事業者。

## プロフィール
ギリシャ人の父親と共に５歳でアメリカに渡りニューヨークで過ごした。
コロンビア・メキシコ・パキスタン・フィリピン・香港・シンガポールなど世界各地を転々とする。
23歳のときに来日。
引退した現在、会員制プライベートレストランにて様々な業種の人間と交流・相談に乗っている。
また、オリジナルブランドを立ち上げ、時計・ドレスシャツ・ネクタイ・アクセサリー・ワインなどの事業を手掛けている。
若い頃からの経験を活かし、雑誌などで国際経済や世界事情なども論じている。
自伝である著書は、幼少期からの生い立ちの数々が綴ってある。

## 事業展開
「Mario Luciano」ブランド…時計、ドレスシャツ、ネクタイ、JEWELRYアクセサリー、ワイン、葉巻などのオリジナルブランドのライセンス事業の展開。

## その他
- 経営するレストラン(経営の傍ら他事業展開のためオフィスも兼ねている)は、味が評判を呼びグルメ通や著名人にも愛されている。
- 現在マリオが経営するレストランは完全予約制。予約の無い日や営業時間外はマリオのオフィスとして使用されている。
- レストラン営業はコロナウイルス対策に関する国の要請に全て従い営業している。
- プロフィールの真偽については諸説あり、いくつか不自然な点がある。

## 著書・電子書籍
- 『ゴッドファーザーの血』（2018年4月 双葉社）
- 『破界』（2018年6月 徳間書店）